# Klisurica (miasto Vranje)
Klisurica (cyr. Клисурица) – wieś w Serbii, w okręgu pczyńskim, w mieście Vranje. W 2011 roku liczyła 114 mieszkańców.